# Glochide

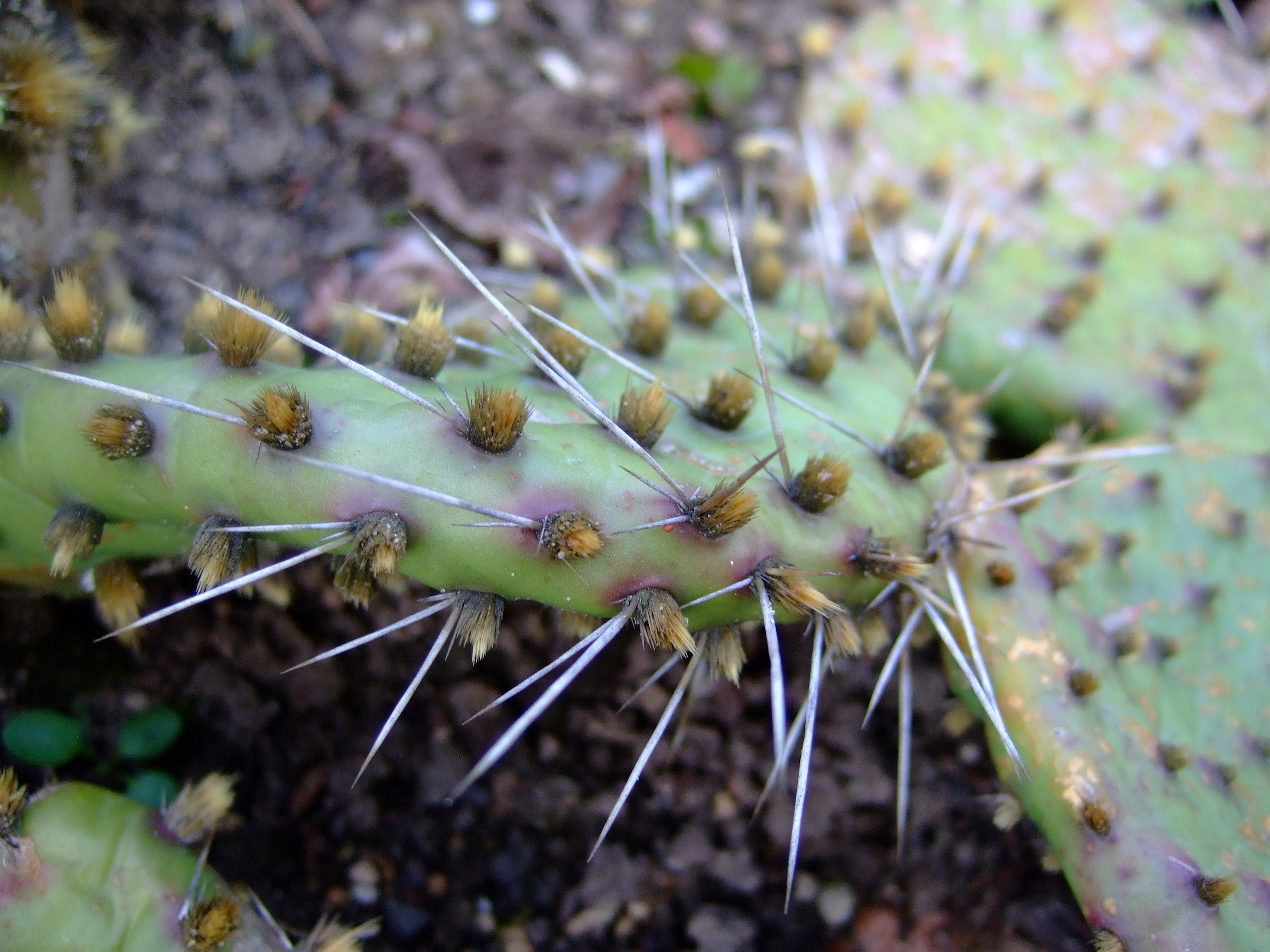
Eine Platykladie von Opuntia howeyi mit langen Dornen und kleinen Büscheln von gelblichen faserartigen Glochiden

Glochiden (griechisch glochís) sind sehr feine, borstenartige Dornen, die mit Widerhaken versehen sind und sich bei Berührung leicht ablösen. Glochiden sind typisch für die Pflanzengattung der Opuntien (Opuntia). Sie können auch in großen Gruppen auftreten. Ein Beispiel hierfür ist die Art Opuntia microdasys.

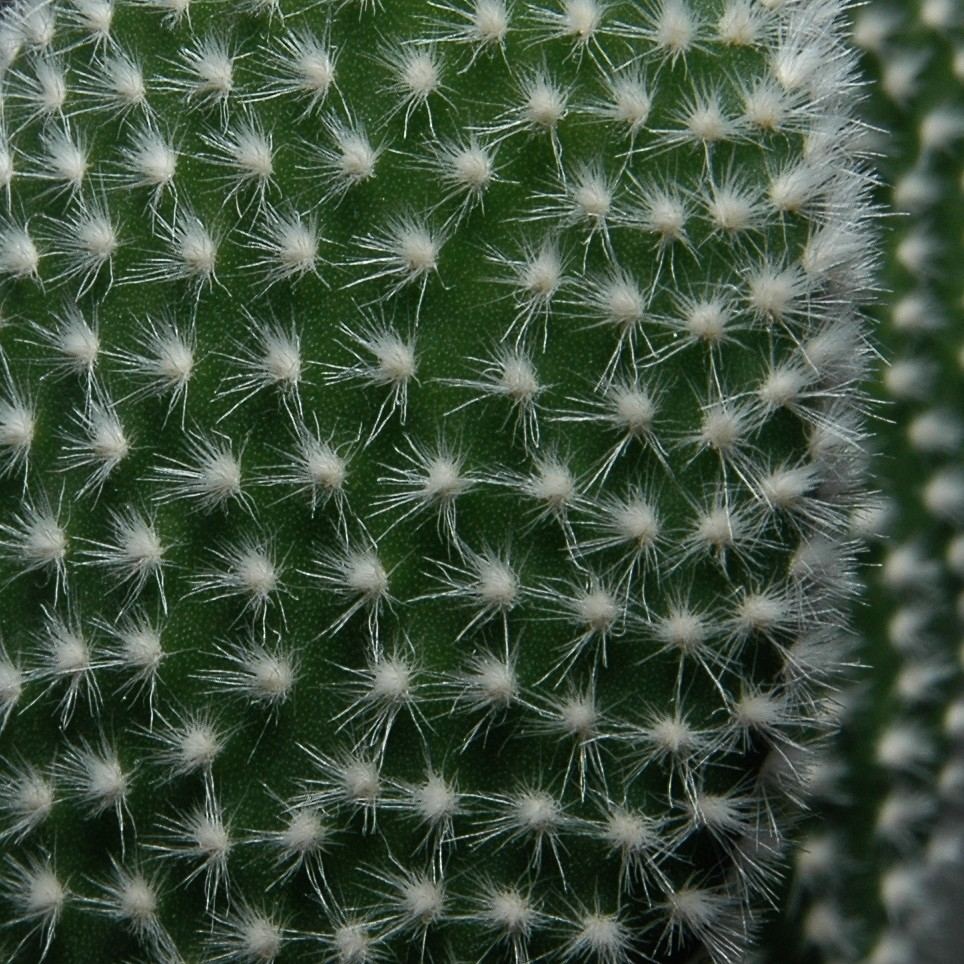
Die gewöhnlichen Dornen einer Opuntia stehen strahlenartig ab. In ihrer Mitte befinden sich die feinen Glochiden.

Die bei Azollaceae an der Oberfläche der schwimmfähigen Mikrosporenballen vorhandenen gestielten Widerhäkchen werden ebenfalls als Glochiden bezeichnet.

## Hautreizung durch Glochiden der Opuntien
Hunderte der feinen Härchen können sich schon bei leichter Berührung in der Haut verankern. Die faserartigen Haare sind oft nur zu erkennen, wenn man die betroffenen Stellen gegen das Licht hält.
In der Regel schmerzt die betroffene Hautpartie bei Berührung und es kann sich ein Ausschlag mit Schwellung und Rötung entwickeln, der auch nach Entfernung der Härchen bis zu drei Tagen anhalten kann.

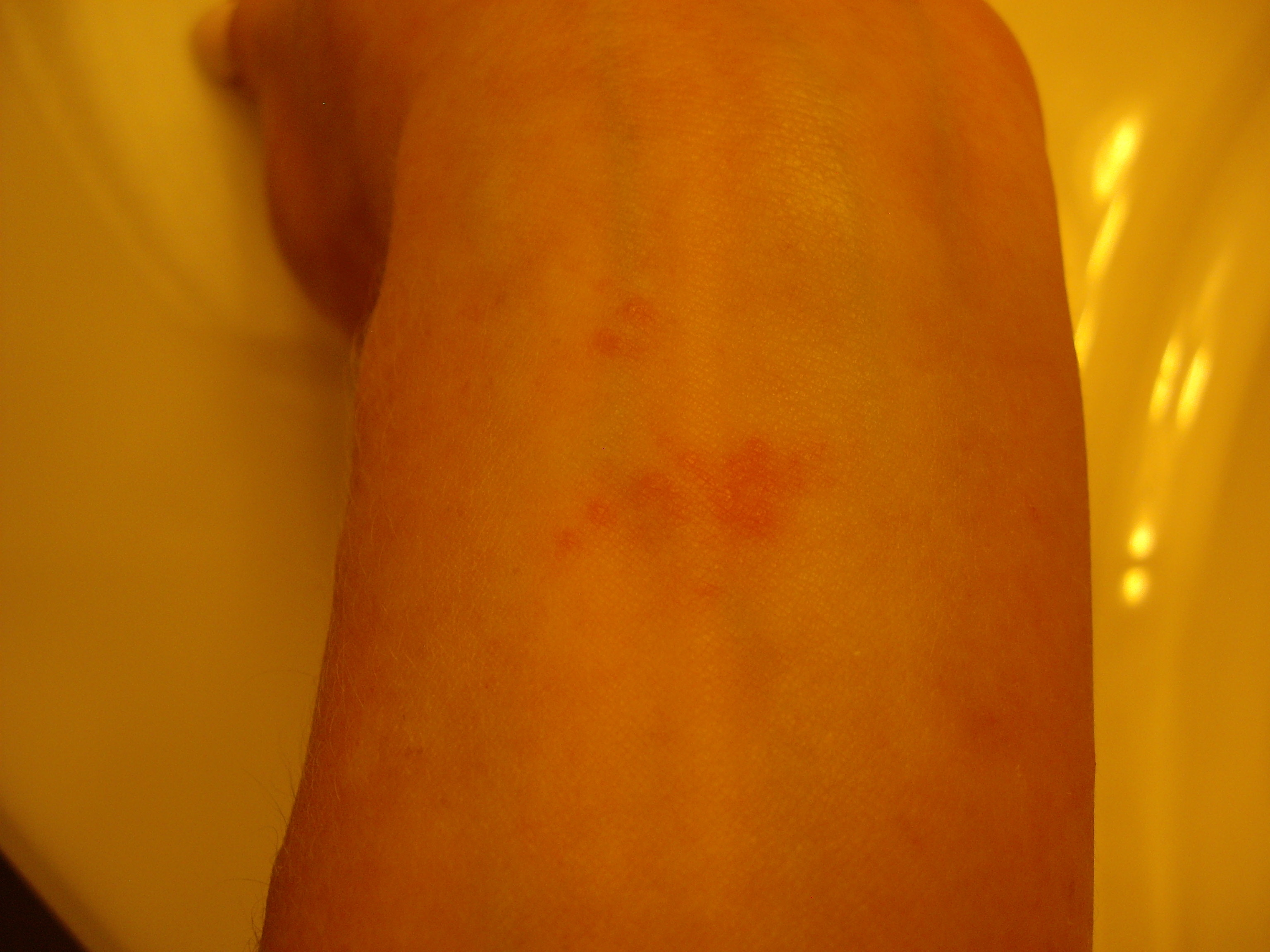
Kontakt mit den feinen Härchen kann die nach den Früchten der Opuntia ficus-indica benannte Sabra Dermatitis auslösen.

Werden die Glochiden nicht entfernt, kann sich eine Dermatitis entwickeln, die häufig einer Kontaktdermatitis ähnelt. Die entstandenen Läsionen heilen mitunter erst nach neun Monaten vollständig aus.

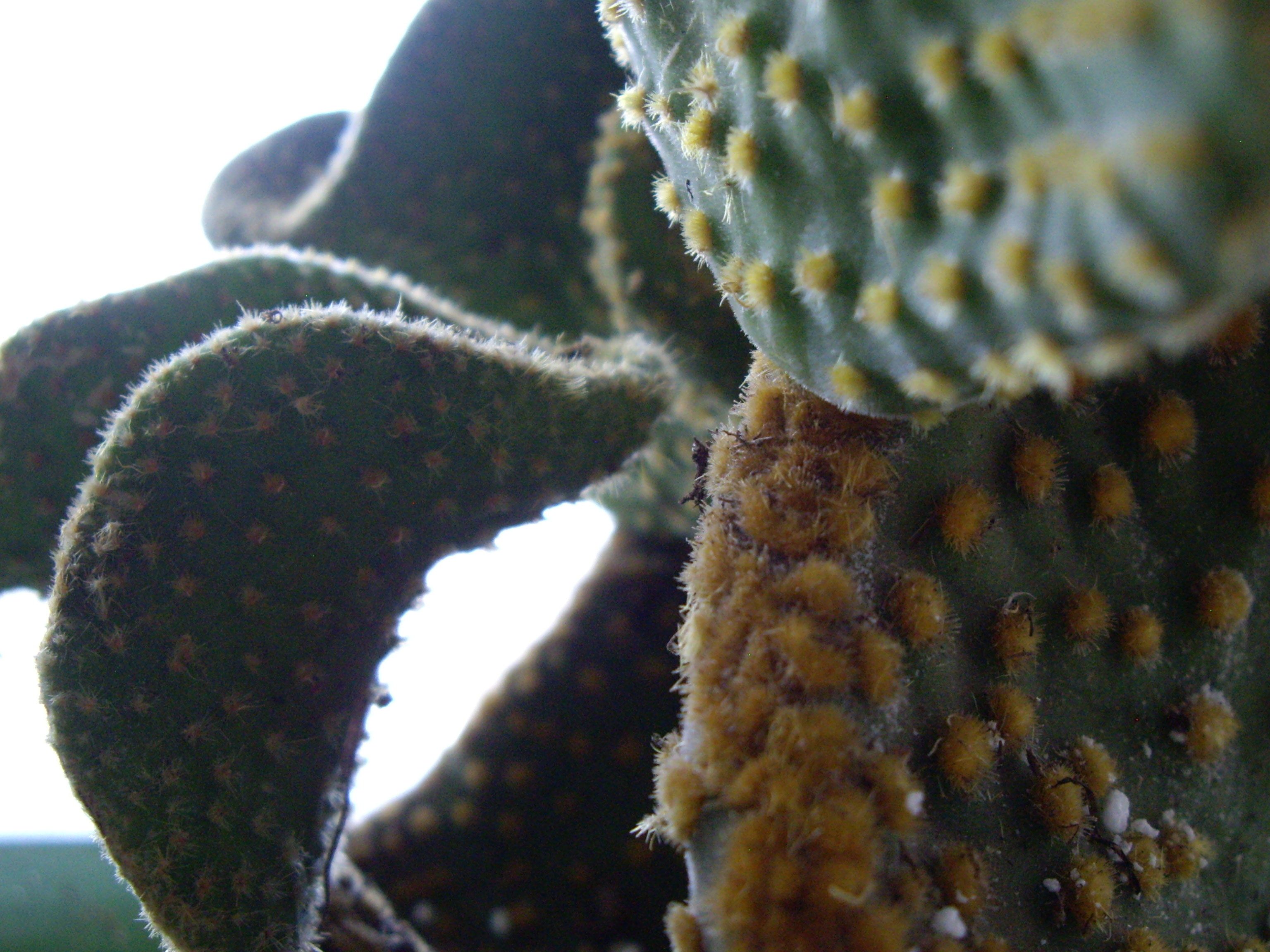
Glochiden einer Opuntia microdasys monstrose

In seltenen Fällen werden Mikroorganismen wie Clostridium tetani und Staphylococcus aureus (von Dornen und Stacheln), Sporothrix schenckii (von Rosen, Gräsern und Moosen), Mycobacterium kansasii (von Brombeeren), Mycobacterium marinum (von Dornen), oder Mycobacterium ulcerans in die Haut eingetragen.

### Entfernung
Die Härchen können mit der Pinzette entfernt werden, wenn sie durch eine gezielte Ausleuchtung auf der Haut sichtbar gemacht werden. Zur Entfernung der noch verbleibenden Fasern wird der Auftrag von Haushaltsklebstoff empfohlen, in den ein Streifen Gaze eingebettet wird, die nach dem Trocknen des Klebstoffs abgezogen wird.
Weniger effektiv ist die Verwendung von Wundpflaster, Klebeband, Warmwachs oder anderen Methoden der Haarentfernung.